# São Vicente do Pigeiro
São Vicente do Pigeiro ist eine Ortschaft und ehemalige Gemeinde in Portugal.

## Geschichte
Funde und Ausgrabungen belegen eine vorgeschichtliche Besiedlung des Gebietes. Der heutige Ort entstand erst nach der mittelalterlichen Reconquista und wurde im 16. Jh. eine eigenständige Gemeinde.
Mit der Gebietsreform 2013 wurde die Gemeinde São Vicente do Pigeiro aufgelöst und mit São Manços zu einer neuen Gemeinde zusammengefasst.

## Verwaltung
São Vicente do Pigeiro war eine Gemeinde (Freguesia) im Kreis (Concelho) von Évora, im Distrikt Évora. In ihr lebten 364 Einwohner (Stand 30. Juni 2011).
Im Zuge der kommunalen Neuordnung Portugals nach den Kommunalwahlen am 29. September 2013 wurde die Gemeinde São Vicente do Pigeiro mit São Manços zur neuen Gemeinde União das Freguesias de São Manços e São Vicente do Pigeiro zusammengeschlossen.